# 秃发洛回
秃发洛回（?—?），南凉宗室，河西鲜卑秃发推斤的孙子，是南凉国王秃发乌孤、秃发利鹿孤、秃发傉檀的堂弟。
399年，南凉武威王秃发乌孤把都城迁到乐都，派他弟弟西平公秃发利鹿孤镇守安夷，广武公秃发傉檀镇守西平，叔叔秃发素渥镇守湟河，叔叔秃发若留镇守浇河，秃发洛回镇守廉川，秃发洛回的兄弟秃发替引镇守洪池岭以南，秃发洛回的父亲秃发吐若留镇守浩亹。